# Francesco Placidi

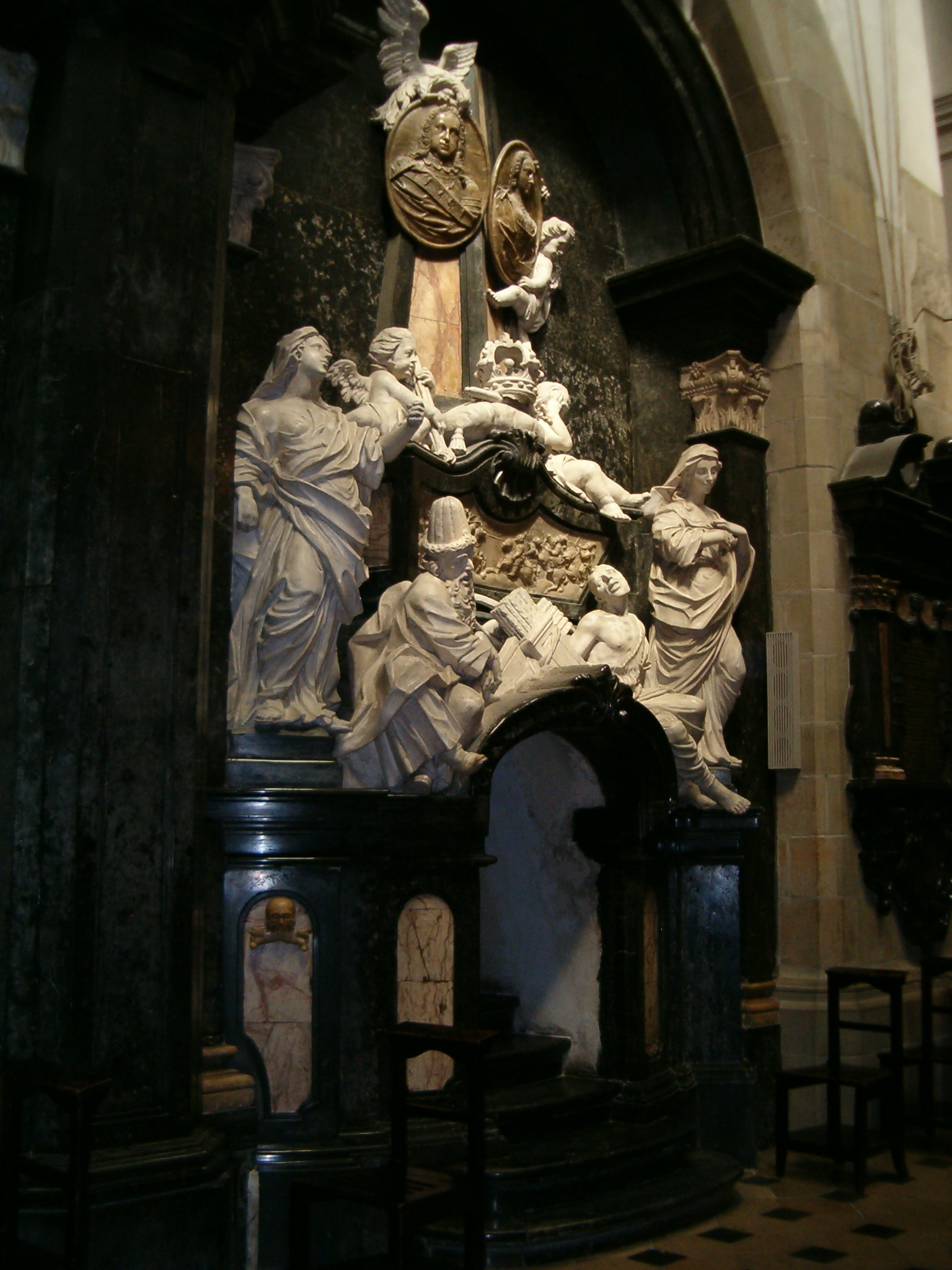
Grabmal Michael I. in der Wawel-Kathedrale

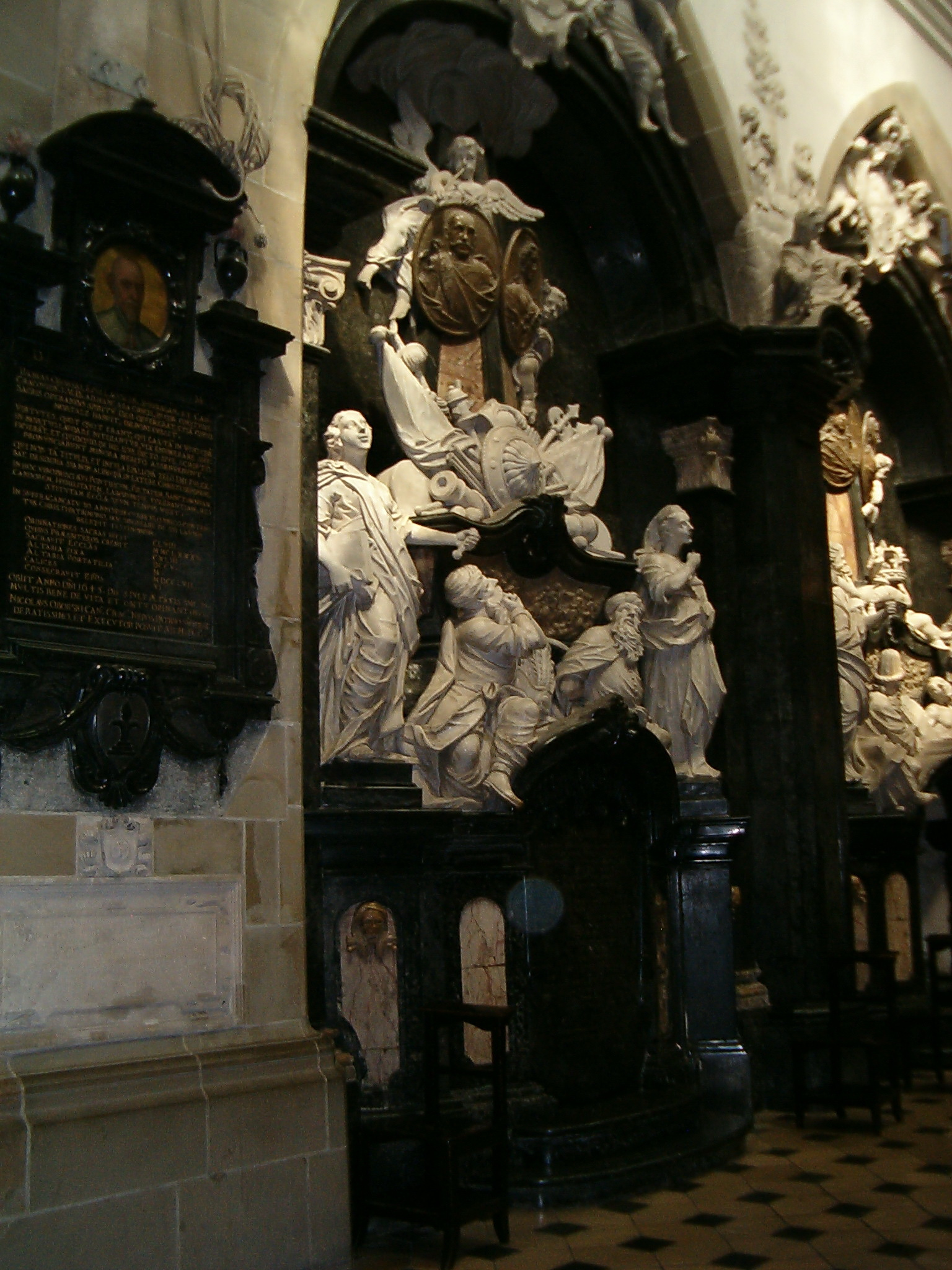
Grabmal Johann III. Sobieskis in der Wawel-Kathedrale

Francesco Placidi, polnisch Franciszek Placidi (* zwischen 1710 und 1715 in Rom; † 1782 in Kozienice) war ein Architekt, Bildhauer und Steinmetz des Barock. Placidi gehörte zu den zahlreichen italienischen Barockkünstlern, die für wohlhabende Magnaten in Polen-Litauen tätig waren.

## Leben
Placidi kam zwischen 1710 und 1715 in Rom zur Welt. Zwischen 1738 und 1740 war er in Dresden tätig, wo er an der Hofkirche mitarbeitete. Spätestens 1742 war er in Polen-Litauen, wo er zum königlichen Hofarchitekten ernannt wurde. 1750 wurde er geadelt. Sein Todesjahr 1782 gilt als Ende des Barocks in Polen. Neben Gebäuden schuf er zahlreiche Altäre und Grabmale in der Abtei Tyniec, der Wawel-Kathedrale und der Marienbasilika in Krakau, der Frauenburger Kathedrale u. v. a.

## Werke (Auswahl)
- Katholische Hofkirche, Dresden
- Piaristenkirche, Krakau
- Palast in Grabki Duże;
- Larisch Palais, Krakau
- Lipski-Kapelle, Krakau
- Batholomäuskirche, Morawica
- Popielowie Palais Krakau

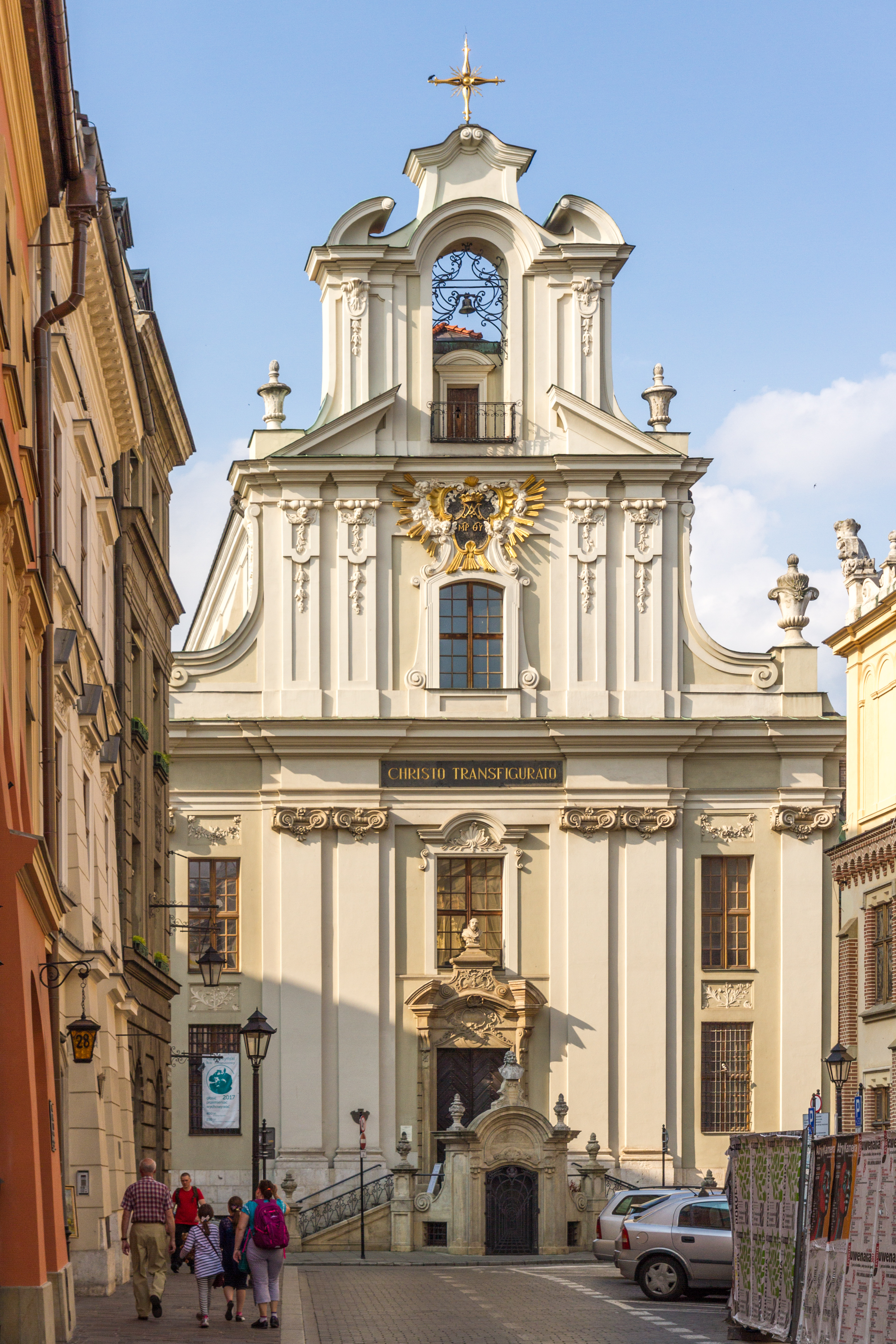
Piaristenkirche in Krakau

- Dreifaltigkeitskirche, Krakau-Kazimierz
- Bischofspalais Biały Prądnik, Krakau
- Bischofspalais Wolbórz, Wolbórz
- Palast in Kozienice, Kozienice